# Marie Paschke
Marie Paschke (* 18. Februar 1864 in Liebenwerda; † 12. September 1932 in Dresden; vollständiger Name: Marie Magdalene Adelheid Paschke) war eine deutsche Malerin.

## Leben
Von Marie Paschke sind nur wenige Lebensdaten bekannt. Sie wurde 1864 in Liebenwerda geboren und lebte und arbeitete in Dresden. Sie stellte regelmäßig im Sächsischen Kunstverein aus und war Mitglied der Gruppe Dresdner Künstlerinnen, Ortsverband Dresdner Künstlerinnen, des 1908 neu gegründeten Bundes deutscher und österreichischer Künstlerinnenvereine. 1911 nahm sie an der Ausstellung in der historischen Abteilung der Internationalen Hygiene-Ausstellung Dresden 1911 teil. Unter den dort angekauften Bildern war auch eines von Marie Paschke. 1920 nahm sie an einer Ausstellung der Dresdner Kunstgenossenschaft teil. Sie war Mitglied der Allgemeinen Deutschen Kunstgenossenschaft.

## Ausstellungen (Auswahl)
- 1895: Sächsischer Kunstverein[5]
- 1900: Sächsischer Kunstverein[6]
- 1901: Sächsischer Kunstverein[7]
- 1902: Sächsischer Kunstverein[8]
- 1906: Galerie Ernst Arnold, Pastelle[9]
- 1911: Internationale Hygiene-Ausstellung Dresden 1911[2]
- 1912: Ausstellung „Frauenkunst“ in Dresden, Bund deutscher und österreichischer Künstlerinnenvereine, in den Räumlichkeiten des Sächsischen Kunstvereins, ab 7. April 1912 (Ostersonntag), unter Teilnahme der Ortsgruppen aus Dresden, Berlin, Braunschweig, Bremen Breslau, Kassel, München und Wien[10]
- 1916: Sächsischer Kunstverein[11]
- 1918: Sächsischer Kunstverein[12]
- 1920: Dresdner Kunstgenossenschaft[3]
- 1923: Sächsischer Kunstverein[13]
- 1933: Sächsischer Kunstverein, postum Teilnahme[14]